# 莫克拉科爾馬
50°55′16″N 29°34′6″E / 50.92111°N 29.56833°E
莫克拉-科爾馬（烏克蘭語：Мокра Корма）是位於烏克蘭北部的村莊，由基辅州维什霍罗德区的伊萬基夫市鎮負責管轄。該村始建於1700年，面積0.3平方公里，海拔高度152米，2001年人口25，人口密度每平方公里83.3人。